# ISO 31000
ISO 31000 este o familie de standarde referitoare la managementul riscurilor codificate de Organizația Internațională de Standardizare. Scopul ISO 31000: 2018 este de a oferi principii și orientări generice privind gestionarea riscurilor. ISO 31000 încearcă să ofere o paradigmă recunoscută universal pentru practicienii și companiile care utilizează procese de gestionare a riscurilor pentru a înlocui multitudinea de standarde, metodologii și paradigme existente care diferă între industrii, materii și regiuni.
În prezent , Familia ISO 31000 trebuie să includă:
- ISO 31000:2018 – Principii și linii directoare privind implementarea[1]
- ISO/IEC 31010:2009 –  Managementul riscului - tehnici de evaluare a riscurilor
- ISO Guide 73:2009 – Managementul riscurilor - Vocabular

De asemenea, ISO a conceput Ghidul ISO 21500 privind Standardul de Management al Proiectelor pentru a se alinia la ISO 31000:2018.

## Vezi și
- Conferința Internațională A Dezastrelor și Riscului
- ISO 9000
- ISO 14001
- ISO 19600
- ISO 28000
- PDCA
- Risc
- Instrumente de gestionare a riscurilor
- Risc de securitate
- ISO 55000

## Legături externe
- Standard International Organization for Standardization
- Standard AS/NZS ISO 31000:2009 Risk management – Principles and guidelines
- Discussion : LinkedIn discussion forum on ISO 31000:2009 Risk management – Principles and guidelines
- Article ISO 31000 : The Gold Standard, Alex Dali and Christopher Lajtha, Strategic Risk, September 2009